# 嶋田智之
嶋田 智之（しまだ ともゆき、1964年 - ）は、日本の自動車ジャーナリスト。日本カー・オブ・ザ・イヤー選考委員

## 来歴
幼い頃からのクルマ好き。1985年にネコ・パブリッシングに入社、自動車雑誌の編集者として1985年 - 1989年は「CAR MAGAZINE」、1989年 - 2009年は「Tipo」、2009年 - 2010年は「ROSSO」を担当。エンスー系自動車雑誌『Tipo』（ティーポ）では創刊スタッフとなり、約10年間2代目編集長を務める。スーパーカー専門誌『ROSSO』では姉妹誌も含めた総編集長を務める。2011年に独立。フリーランスのライター/エディター「モノ書き兼エディター」として、「クルマ」と「ヒト」を軸に活動している。日本カー・オブ・ザ・イヤー選考委員。
嶋田は『Tipo』を「ヤミ鍋系」のエンスー自動車雑誌と称している。自動車専門誌、一般誌、Webなどに寄稿するとともに、自動車イベントやラジオ番組などにトークショーのゲストとして招聘されることもある。親しみのあるざっくばらんな語り口調の「居酒屋系自動車トーク」が人気。編集者時代から一貫して「クルマの楽しさ」を伝え「クルマとともに過ごす人生」を提案することをポリシーとし、2015年と2016年は年間30本近く出演している。SNSやイベントの現場でも活発にユーザーと交流を図っている。
走らせたことのある車種の豊富さでは業界でも屈指の存在で、世界に数台の超希少新旧スーパーカー、1000PSオーバーのチューニングカー、中古の軽自動車までジャンルを問わず、ハンドルを握ったクルマの種類は業界でもトップクラスの自動車博愛主義者。愛車はイタリア車2台。